# Burrida
Burrida (nicht dasselbe wie die Fischsuppe „Buridda“ bzw. Bourride) ist ein regionales Fischgericht in einer Leber-Walnuss-Sauce aus Sardinien, das kalt serviert wird. Es wird gewöhnlich mit dem Fleisch des Dornhais oder Katzenhais (italienisch sogenannter Gattuccio) zubereitet.

## Zubereitung
Der „Gattuccio“ wird gehäutet, ausgenommen und entgrätet, dabei die Leber für die Sauce aufbewahrt. In Stücke geschnitten, wird das Fleisch in Salzwasser gekocht und dann einige Stunden in einer warmen Sauce aus der mit Essig, Öl, Walnüssen und Knoblauch zerstoßenen Leber, durchziehen gelassen, bevor die Burrida serviert wird.